# 红绒盖牛肝菌
红绒盖牛肝菌（学名：Xerocomellus chrysenteron），原名Boletus chrysenteron 或 Xerocomus chrysenteron，是牛肝菌科的一种小型可食野生真菌。这种真菌具菌管和菌孔，而非常见的菌褶。其俗名为“红色开裂牛肝菌”。

## 分类
1789年法国植物学家皮埃尔·比利亚尔（Jean Baptiste Francois Pierre Bulliard）最早对本种作出描述，并命名为Boletus communis 。两年后，皮埃尔给出了它的种小名chrysenteron ,来自 古希腊文中的 khrysos（意为 "黄金"）和 enteron （意为"内部"）.1888年，吕西安·克莱（Lucien Quelet） 将其改分至新的Xerocomus属下，并保留原种小名chrysenteron 。大约一百年间，这种命名被普遍接受，直至1985年马塞尔·本（Marcel Bon ）决定恢复其原种小名communis ，命名为Xerocomus communis 。如今，它被再次分至牛肝菌属，其1791年的命名重新成为正式命名，目前被称为Boletus chrysenteron Bull. 而最近的系统发育分析支持其作为模式种被分类至乌塔拉（Šutara）在2008年描述的新属Xerocomellus属。

## 描述

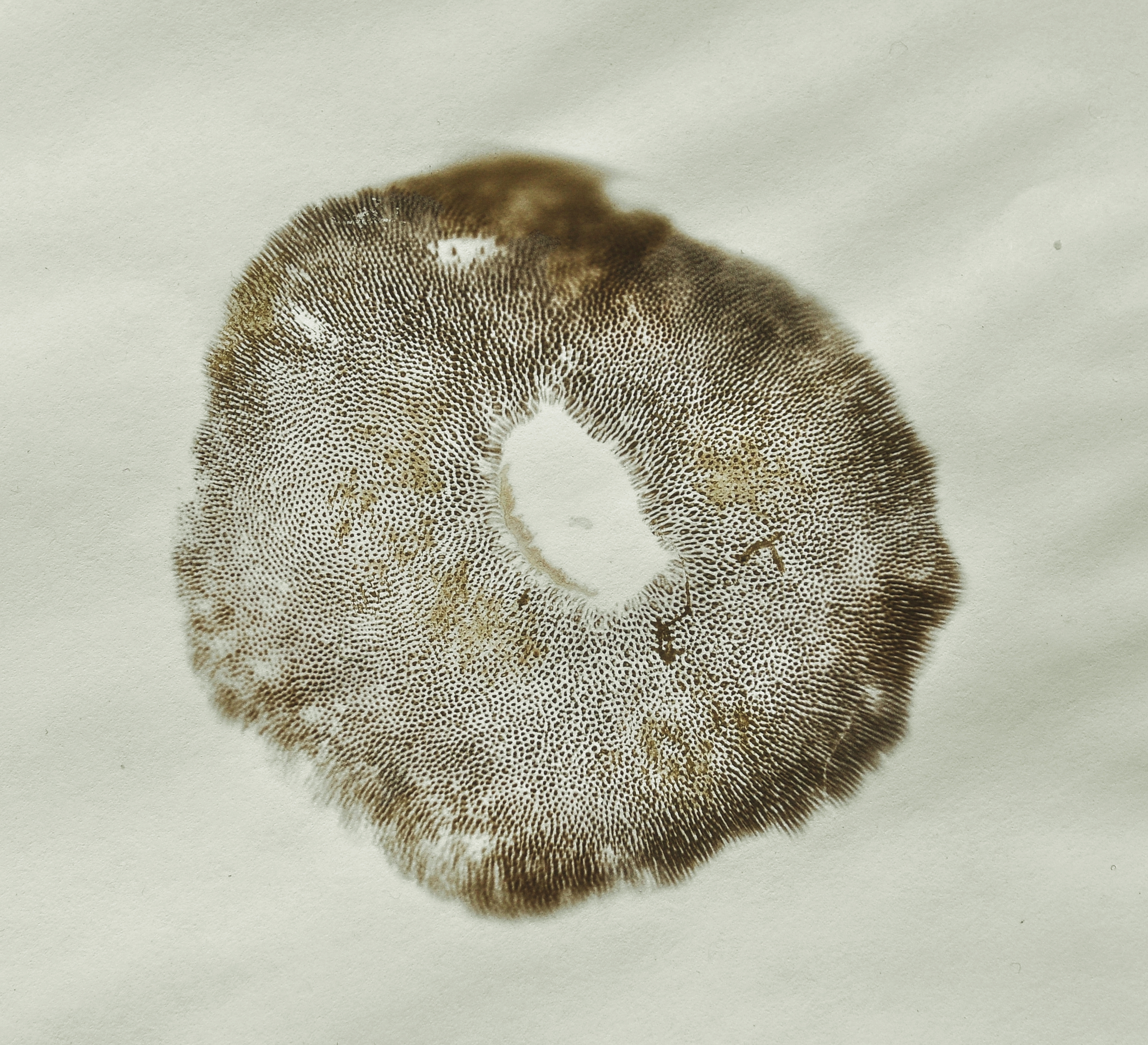
孢子印

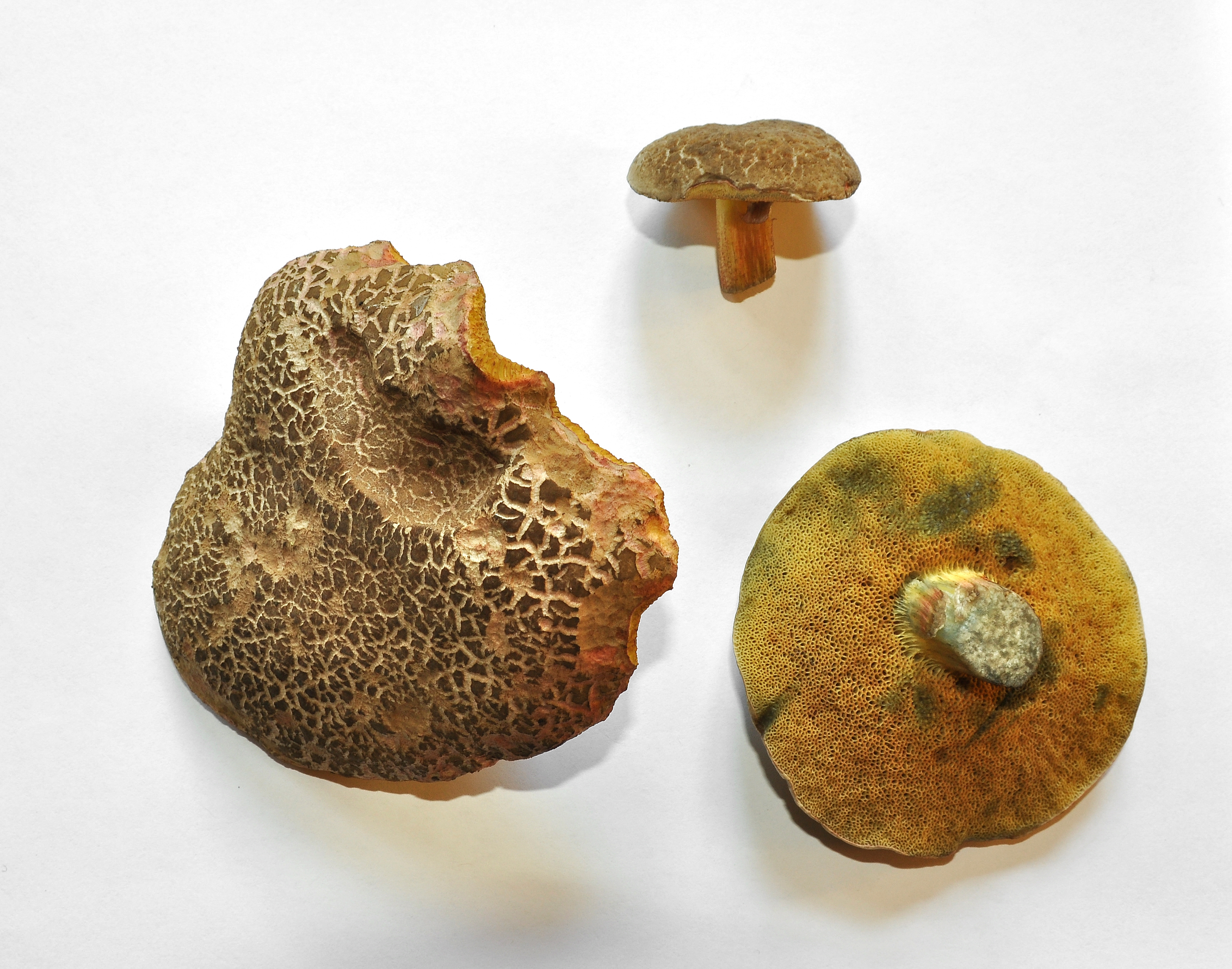

红绒盖牛肝菌的幼小子实体通常表面色暗干燥，菌盖带有绒毛，易被误认为褐绒盖牛肝菌。菌盖完全伸展时直径4至10厘米(1.6–4英寸)，菌肉少而稍薄，轻轻切割或碰伤时变蓝色。老熟时菌盖凸起至平坦；成熟菌盖上的裂缝显露出表皮下一薄层浅红色菌肉。菌柄全长4至8 cm，直径10至15 mm，无菌环，呈亮黄色，下部覆盖珊瑚红色纤维，截面总为椭圆形至纺锤形；奶油色的菌肉伤变蓝色。菌管黄色，菌孔较大，有棱角。孢子印橄榄褐色。
红绒盖牛肝菌的子实体亦易被寄生金孢菌（ Hypomyces chrysospermus ）侵染。

## 相似种
对红绒盖牛肝菌的宏观观察不足以确认该种,因为它与其他类群之间存在许多中间形式；尤其是某些形式的哑光牛肝菌（B. pruinatus）和血色牛肝菌（Boletus rubellus）若不借助显微镜则很难与红绒盖牛肝菌区分。
多孔牛肝菌（B. porosporus ）亦与本种相似，但由于其表层下呈白色，孢子为截形（形如被截去两端），因此很容易与本种区分开。本种亦易与B. declivitatum混淆 。

## 生长分布
红绒盖牛肝菌早秋至仲冬单生或小群生于针阔叶混交林中排水良好的土壤上，与阔叶树（通常是山毛榉）形成菌根。广泛分布并常见于北温带。本种已在台湾被记录；亦已引入新西兰，于引进的落叶树下群生。
本种可能并非像从前认为的那样常见，因其经常与最近确认的B.cisalpinus混淆。

## 可食性
红绒盖牛肝菌被认为可食 ，但因味淡，质地松软而不主张食用。采摘后应马上除去其会迅速腐败的菌管。幼小菌体味道可口且适合干制，但在烹饪时变黏滑；成熟菌体淡而无味，且会很快腐败。

## 画廊

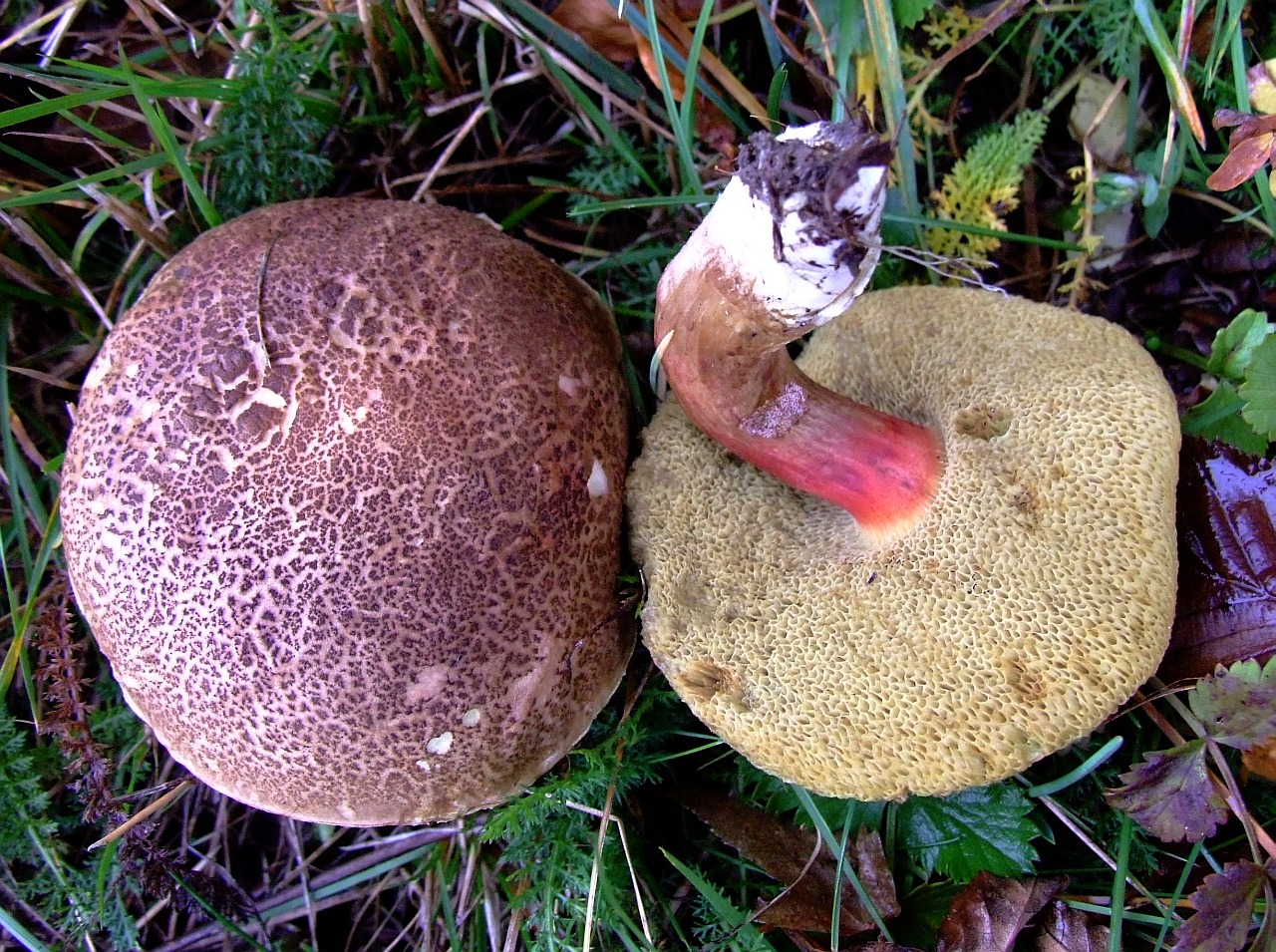
成熟的红绒盖牛肝菌子实体。
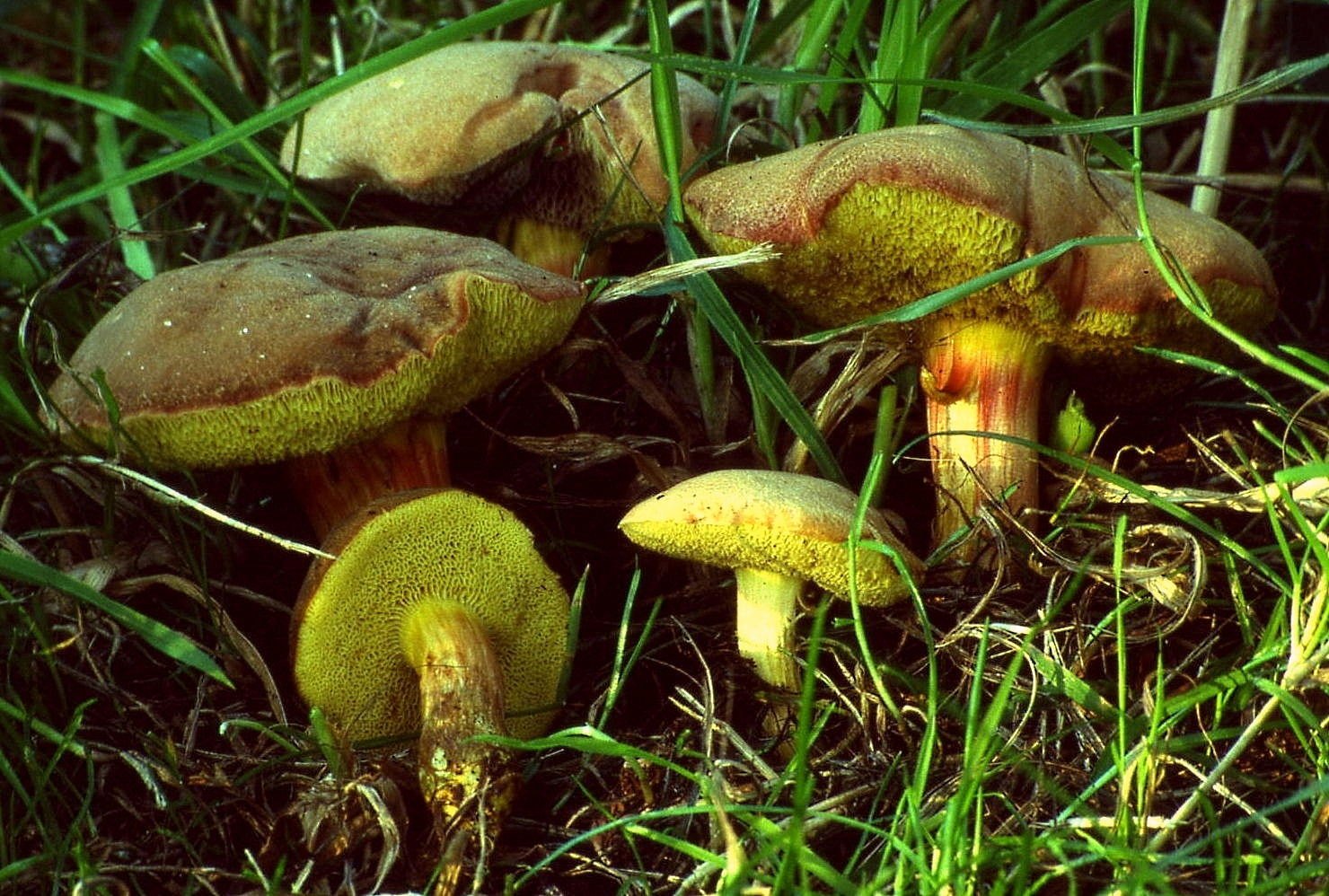
红绒盖牛肝菌子实体，展示出其黄色的菌孔。
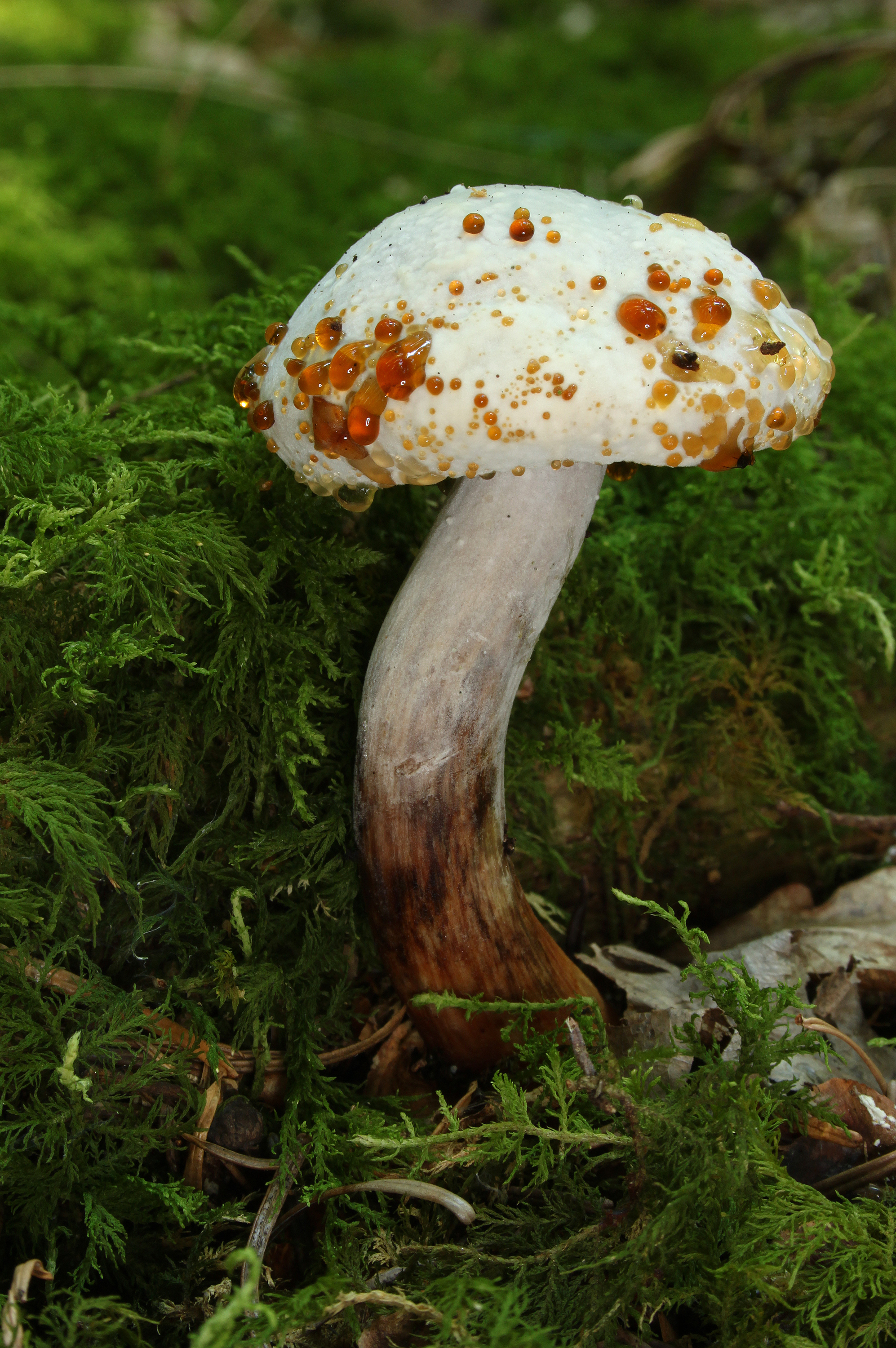
霉菌生长于老熟的子实体上。
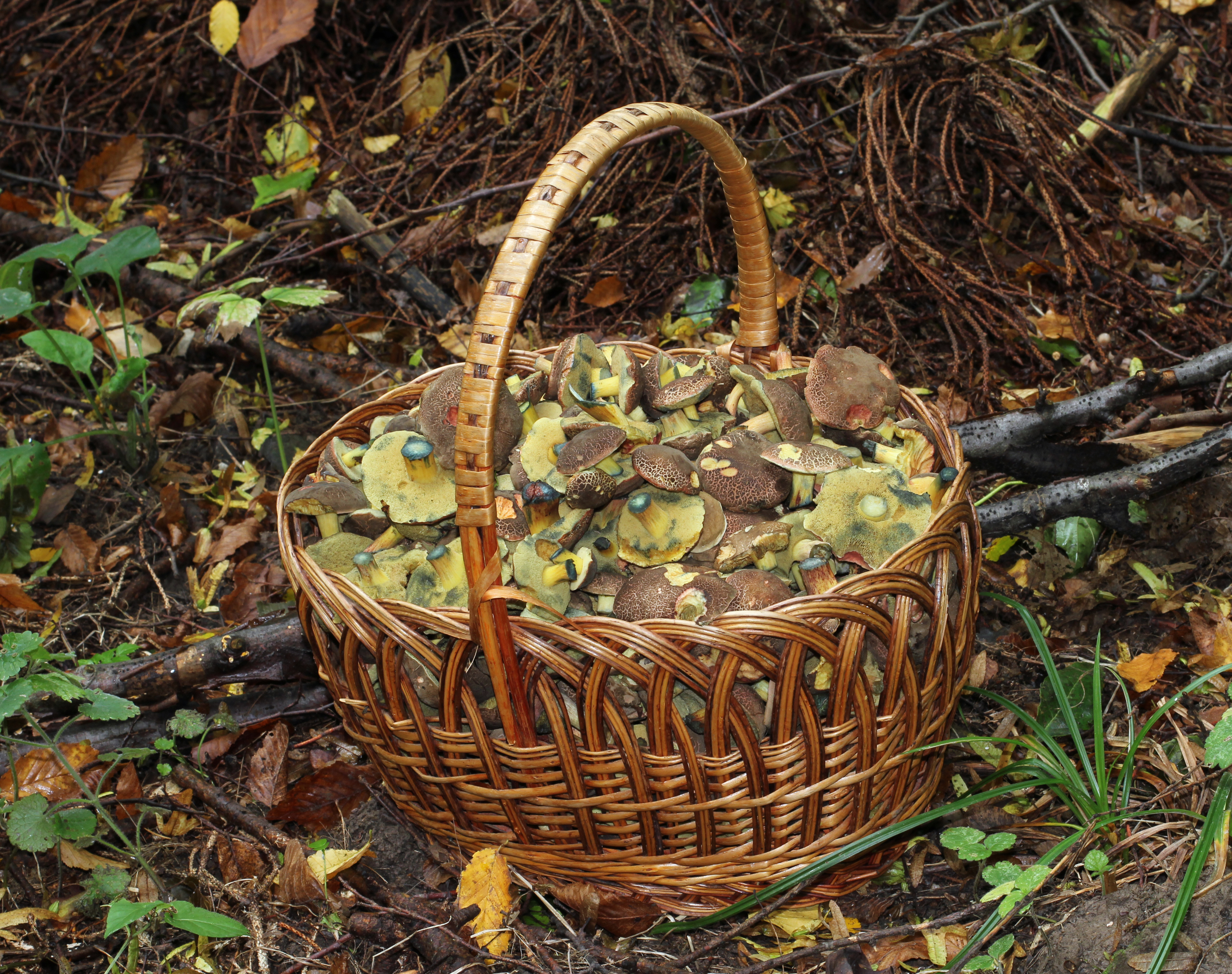
一篮采摘的红绒盖牛肝菌。